# Nardine Garas
Nardine Garas (* 19. Dezember 2003 in Kairo) ist eine ägyptische Squashspielerin.

## Karriere
Nardine Garas spielt seit 2019 auf der PSA Squash Tour und gewann auf dieser bislang fünf Titel. Von 2019 bis 2021 bestritt sie zunächst nur PSA-Turniere in Ägypten, ehe sie ab 2022 auch international antrat. Im Mai 2022 erhielt sie eine Wildcard für das Hauptfeld der Weltmeisterschaft, wo sie Hollie Naughton in der ersten Runde in vier Sätzen unterlag. In der Saison 2022/23 gewann sie im August 2022 in Lille nach einem Finalsieg gegen Alicia Mead ihren ersten Titel auf der Tour. Dies blieb ihre einzige Finalteilnahme im Saisonverlauf. Bei der Weltmeisterschaft traf sie in der Qualifikation in ihrer ersten Partie erneut auf Alicia Mead, gegen die sie dieses Mal verlor.
In der Saison 2023/24 gelangen Garas Turniersiege in Columbia und Odense sowie in Kairo beim afrikanischen Qualifikationsturnier für die Weltmeisterschaft. Bei der Weltmeisterschaft selbst scheiterte Garas zum Auftakt nach 2:0-Satzführung noch mit 2:3 an Menna Hamed. Ihren fünften Titel auf der Tour gewann Garas in der Saison 2024/25, als sie im November 2024 in London im Finale Millie Tomlinson mit 3:0 bezwang.
In der Weltrangliste erreichte sie ihre beste Platzierung mit Rang 53 am 11. November 2024.

## Erfolge
- Gewonnene PSA-Titel: 5